# Poilly-sur-Serein
Poilly-sur-Serein é uma comuna francesa na região administrativa de Borgonha-Franco-Condado, no departamento de Yonne. Estende-se por uma área de 21,36 km². Em 2010 a comuna tinha 268 habitantes (densidade: 12,5 hab./km²).